# Полум'яний меч

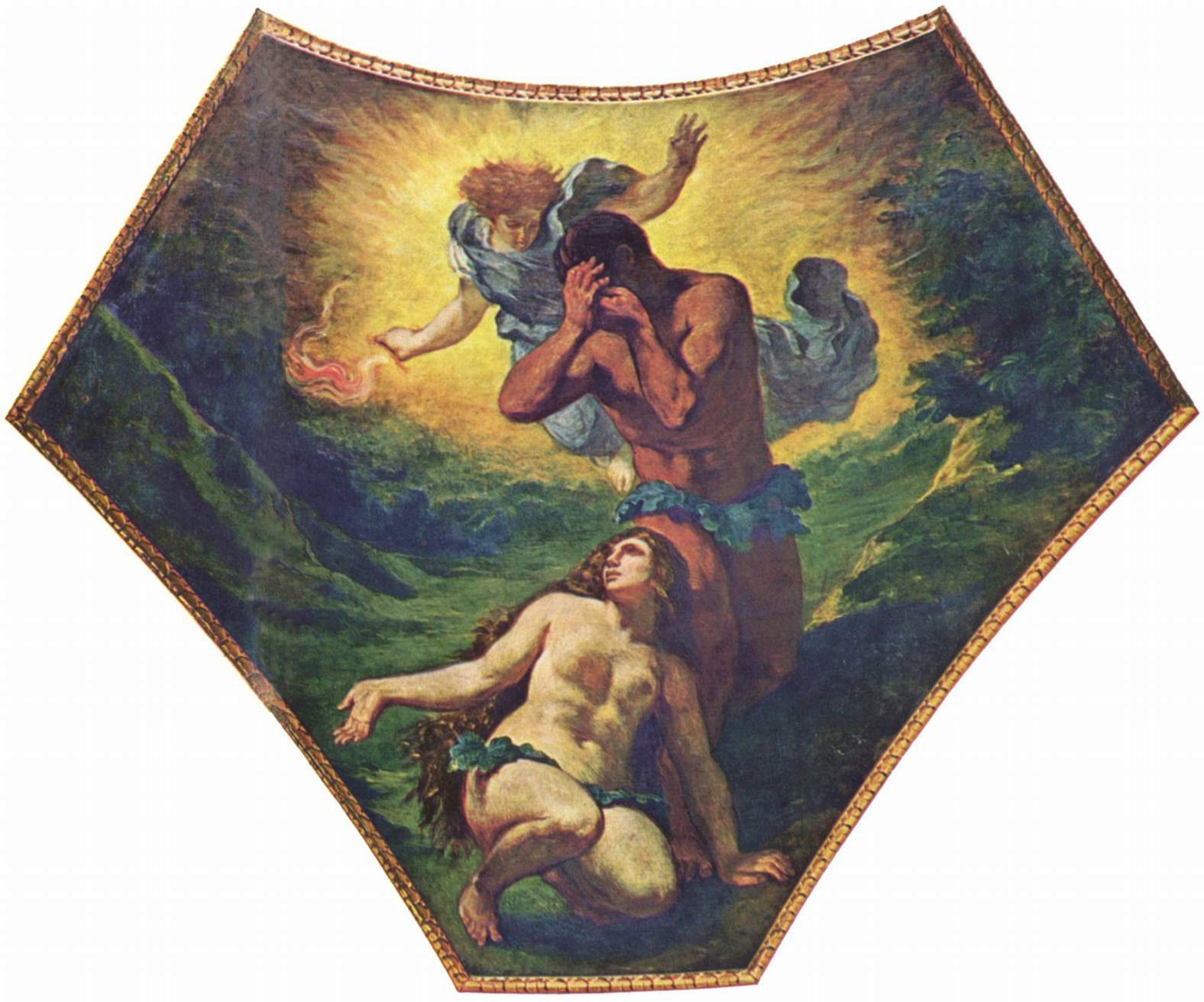
Ежен Делакруа. Ангел з полум'яним мечем висилає з Раю Адама і Єву

Полум'яний меч (палаючий меч) — релігійний міфологічний символ, меч що палає вогнем надприродної сили.
Згідно Біблії, Бог, після того, як вигнав з Раю Адама і Єву, встановив херувима з палаючим мечем в дверях Раю, щоб стерегти дорогу до дерева життя («Буття» 3:24).
У православ'ї вважається, що вогненний меч був видалений з Раю з народженням Ісуса і це означає, що тепер людство отримує можливість знову увійти в рай.
У скандинавській міфології є меч вогню з величезною руйнівною силою.